# 约翰·埃赫费利德
约翰·甘索维奇·埃赫费利德（俄语：Иоган Гансович Эйхфельд；1893年1月25日—1989年4月20日），苏联生物学家、政治人物。爱沙尼亚苏维埃社会主义共和国科学院院士、苏联科学院通讯院士。曾任苏联植物种植研究所所长、爱沙尼亚苏维埃社会主义共和国科学院院长、爱沙尼亚苏维埃社会主义共和国最高苏维埃主席团主席等职务。

## 生平
- 1893年1月25日出生于爱斯特兰省维森斯坦的一个失地农民家庭。16岁高中毕业后参加工作。
- 1910年-1914年，考纳斯邮电局电报操作员。
- 1914年-1918年，俄军西北前线电报工程师，参加一战。
- 1918年-1923年，彼得格勒农业学院学习。在校期间他是苏俄教育人民委员会下属应用植物研究所育种站助理。
- 1923年-1930年，苏联植物研究所极地试验站长（在摩尔曼斯克省希比内）。
- 1930年-1940年，苏联植物生产研究所极地实验站、极地分部主任。1936年获农学博士学位。
- 1940年-1951年，苏联植物研究所所长。期间，1941年-1942年兼任俄罗斯苏维埃联邦社会主义共和国农业人民委员会极地研究所所长。1946年当选爱沙尼亚苏维埃社会主义共和国科学院院士。
- 1946年-1957年，爱沙尼亚苏维埃社会主义共和国科学院生物与农业科学系学术秘书。
- 1950年-1968年4月，爱沙尼亚苏维埃社会主义共和国科学院院长。1953年10月当选苏联科学院生物学通讯院士。1961年加入苏联共产党。

期间：
1958年2月-1961年10月，爱沙尼亚苏维埃社会主义共和国最高苏维埃主席团主席。

1963年-1966年，苏维埃爱沙尼亚百科全书主编。

1964年起，苏联列宁农业科学院副主席。

1968年起，爱沙尼亚苏维埃社会主义共和国科学院生物学研究所学术顾问。
- 1989年4月20日于塔林逝世，享年96岁。

埃赫费利德是苏共22大代表；第4、6届苏联最高苏维埃联盟院代表，第5、7届苏联最高苏维埃民族院代表；第3-5届爱沙尼亚苏维埃社会主义共和国最高苏维埃代表。

## 著作
埃赫费利德主要处理北极地区的作物推广、土地开垦和北极沼泽、冻土的耕作以及农业技术等问题。他是北极几个早熟农作物的发明者。
- 《斯堪的纳维亚的耕地牧场和牧草育种方法》（1929）
- 《远北奋斗》（1933）
- 《土地复垦》（1968）

## 荣誉
- 在苏联北极地区农业理论和实践方面的贡献获1942年斯大林奖一等奖
- 社会主义劳动英雄称号（1963）
- 六次列宁勋章（1935,1949,1950,1954,1958,1963）
- 十月革命勋章（1973）
- 两次劳动红旗勋章（1945,1953）
- 各民族人民友谊勋章（1983）
- 两次荣誉勋章（1965,1975）
- 1941-1945年伟大卫国战争中忘我劳动奖章
- 纪念列宁诞辰一百周年奖章
- 退休劳动者奖章
- 爱沙尼亚苏维埃社会主义共和国功勋科学家称号（1953）
- 爱沙尼亚苏维埃社会主义共和国科学院奖章（1982）
- 爱沙尼亚苏维埃社会主义共和国国家奖（1987）[2]